# Claudia Ulloa
Claudia Ulloa Donoso (Lima, 6 de septiembre de 1979) es una escritora peruana.

## Biografía
Ulloa nació en Lima en 1979 y estudió turismo en su Perú natal antes de estudiar español en la Universidad de Tromsø. Sus publicaciones incluyen las colecciones de cuentos El pez que aprendió a caminar y Pajarito, así como Séptima Madrugada, basada en el weblog del mismo nombre. En 2017 fue incluida en la lista Bogotá39, que destaca a los jóvenes escritores más prometedores de América Latina.
La autora vive en Bodø, en el norte de Noruega, donde además enseña español y noruego para inmigrantes.

## Obras
| Obras literarias | Obras literarias              | Obras literarias | Obras literarias | Obras literarias |
| Año              | Libro                         | ISBN             | Editorial        | Notas            |
| ---------------- | ----------------------------- | ---------------- | ---------------- | ---------------- |
| 2013             | El pez que aprendió a caminar | 9876124165061    | Estruendomudo    | [ 5 ]            |
| 2015             | Pajarito                      | 9786078851157    | Almadía          | [ 2 ]            |
| 2022             | Yo maté a un perro en Rumanía | 9788412520569    | Almadía          | [ 6 ]            |